# ロボットカフェ
ロボットカフェとは、店内にロボットを配置した業態の喫茶店。

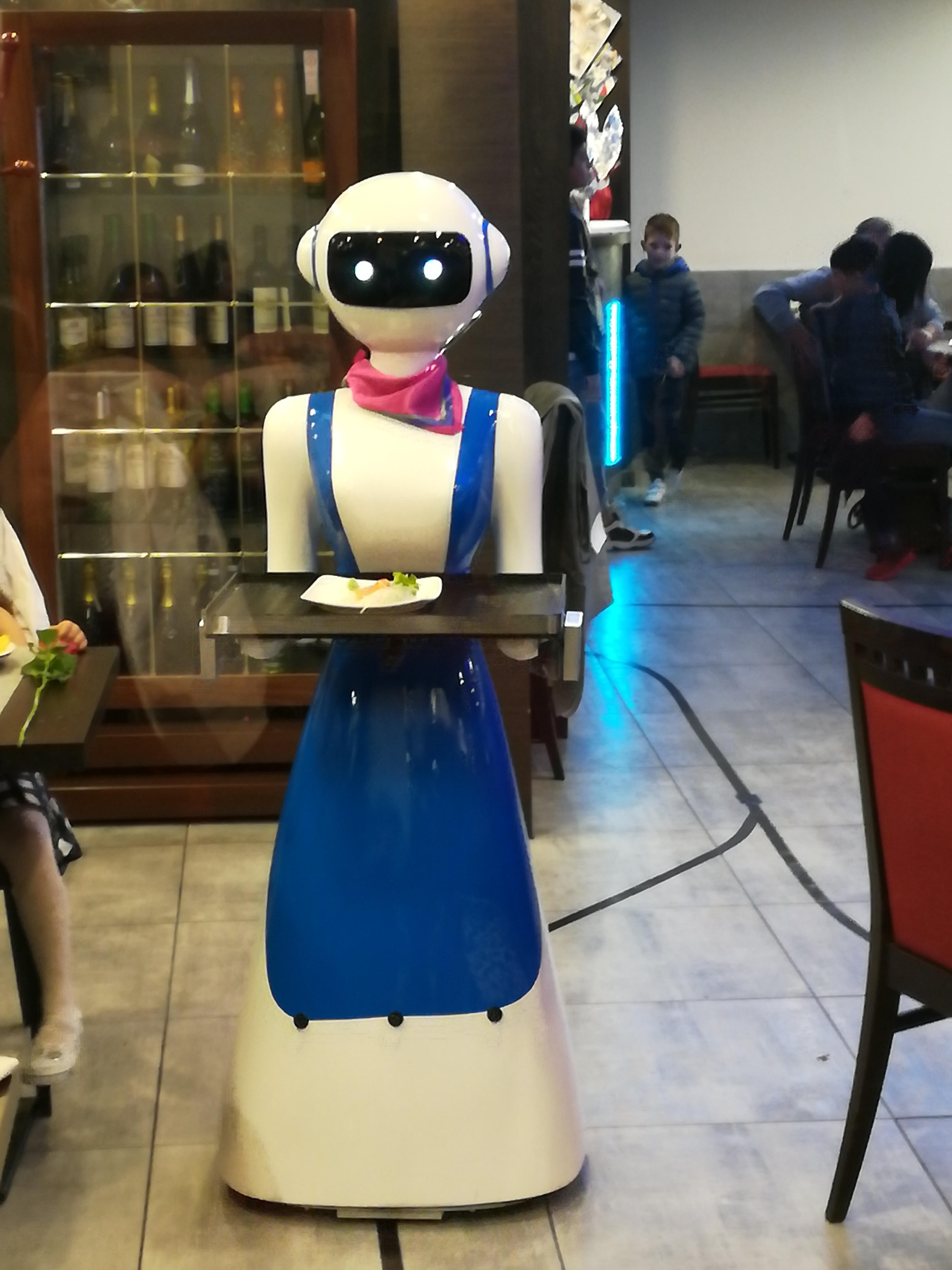
ラパッロのカフェで働く配膳ロボット

## 概要
飲食店の一形態で店内にロボットがいる非日常的な体験や近未来的な体験を提供する。スターウォーズなどのサイエンスフィクションでは定番の業態だったが、2010年代以降、技術革新により、人の代わりにコーヒーをいれる「バリスタロボ」などが実現しつつある。また、これまで就労の意思があっても就労の困難だった人達にも就労の機会を提供することでも注目される。
なお、店員がロボットに搭乗したりアンドロイドやロボットの仮装をして接客を行う形態の喫茶店はコスプレ系飲食店の範疇に分類され、本項で扱うロボットカフェとは明確に区別される。

## 背景
かねてからサイエンスフィクションの定番ではあったものの、接客に求められる技術水準が高かったため、実用化には至らなかったが、2000年代以降AIBOカフェ、アバターロボット「OriHime」の「分身ロボットカフェ」等、徐々に増えつつある。これには他の喫茶店との差別化や潜在的な需要の取り込み等の意図もあると考えられる。また、コスプレ系飲食店やメイド喫茶やアニマルカフェのように人件費やエサ代がかからず、衛生面でも問題がない事も普及の一因と考えられる。

## 営業形態
遠隔操作によるロボットが接客する営業形態とAIBOのような自律型ロボット(AMR)が接客する形態に分かれる。
接客内容の幅も、従来の配膳（飲食物を客席へ届ける）に加え、その場でコーヒーを入れて提供するテレバリスタの新サービスや（後述）、食事以外のコンテンツの提供など、より顧客体験を意識したものへ変りつつある。

### 利用者層
先進的な物に対する関心があり、近未来的な体験を望むような層の潜在的な需要を取り込みつつあり、利用者は老若男女様々である。

### 営業時間
ロボットは機械であるので営業時間に関する制限は他の喫茶店よりも緩いと考えられる。

### 利用時間
料金は時間制の課金の形態やメニューのみの店舗もある。ロボットの扱いについて店員からレクチャーを受ける。従わない場合には退店、入店禁止の処置がとられる場合もある。

## テレバリスタ
テレバリスタは、オリィ研究所と川田テクノロジーズ（およびそのグループ企業カワダロボティクス）が共同で開発したプロジェクトで、遠隔操作によりバリスタの仕事を可能にする分身ロボットシステムである。このシステムは、身体障害や難病により外出が困難な人々が、遠隔地からでも接客業務や手先を使った作業（例：コーヒーの抽出）を行えるように設計されている。
開発の背景には、2018年からオリィ研究所の分身ロボット「OriHime」をパイロットとして操作している、元バリスタの筋萎縮性側索硬化症（ALS）患者の願いが含まれる。「もう一度自らの手でお客様にコーヒーをお出ししたい」という希望を持ち、これを実現するために「テレバリスタプロジェクト」は開始された。
このプロジェクトは、単なる技術開発だけでなく、社会参加の障壁を取り除くことを目指している。

### 比較表
テレバリスタと従来のロボットカフェの特徴を比較する。
| 項目     | テレバリスタ                                  | 従来のロボットカフェ               |
| -------- | --------------------------------------------- | ---------------------------------- |
| 主な業務 | 遠隔操作による接客とコーヒー抽出              | 配膳や注文受付                     |
| ロボット | OriHime（コミュニケーション）+NEXTAGE（作業） | 全自動コーヒーマシンや配膳ロボット |
| 対象者   | 身体障害者を含む遠隔操作者                    | 一般的なロボット操作               |
| 価値     | 人間的な接客体験（顧客体験）と社会参加の促進  | 効率的なサービス提供               |
| 導入例   | 分身ロボットカフェ DAWN ver.β（2021年～）     | 変なカフェ（2018年）など           |

## AIカフェロボット
一般的なオフィスのカフェマシンと違い、スマホアプリで注文をしておくと、指定した時間に受け取れるカフェロボット「root C（ルートシー）」が登場し、注目を集めている。